# Lendvai Katalin
Lendvai Katalin (Cserhátszentiván, 1951) Amatőr színésznőként az 1970-es évek legelején egy pillanatra három nagy sikerű, 1971-ben bemutatott híres magyar filmben is találkozhatott vele a magyar közönség. Bacsó Péter Kitörés, Fábri Zoltán Hangyaboly és Rényi Tamás Reménykedők című filmjében.
Vitathatatlan tehetsége és sikere ellenére többet nem filmezett.
Jelenleg Cserhátszentivánon él.

## Színész
- 1971 – Kitörés .... Tóth Anna
- 1971 – Reménykedők .... Bató Zsuzsi
- 1971 – Hangyaboly .... Szentkuti Brigitta